# Замещающие пособия
Замещающие пособия — это денежная выплата, назначаемая в качестве временной замены заработной платы или иного источника дохода, для лица, которое утратило возможность осуществления трудовой деятельности по объективным причинам. Назначаются эти выплаты до момента устранения причин, мешающих или не позволяющих лицу осуществлять трудовую деятельность. 
Стоит отметить, что получателями данных пособий могут быть только застрахованные лица.
Видами замещающих пособий являются:
- Пособие по безработице;
- Пособие по беременности и родам;
- Ежемесячное пособие по уходу за ребёнком.

## Литературные источники
- Пашкова Г.Г. Право социального обеспечения : учебное пособие. – Томск : Издательский Дом Томского государственного университета. 2018 – 160 с.

- Гуснов К.Н. Право социального обеспечения: учебник –. М.: ПБОЮЛ Грачев С.М., 2001 — 328с.